# Estonie au Concours Eurovision de la chanson 2015
L'Estonie a confirmé participation au Concours Eurovision de la chanson 2015 à Vienne en Autriche le 26 mai 2014. Le pays est représenté par Elina Born et Stig Rästa et leur chanson Goodbye to Yesterday, sélectionnés via l'Eesti Laul.

## Sélection

### Format
L'Eesti Laul 2015 est la septième édition de l'émission, dont le vainqueur représente l'Estonie au Concours Eurovision de la chanson 2015. Comportant deux demi-finales, diffusées les 7 et 14 février 2015 et une finale le 21 février 2015, il fait concourir vingt artistes. 
Lors de chaque demi-finale, dix artistes participent. À chaque fois, cinq d'entre eux se qualifient au terme d'un vote composé pour moitié du vote d'un jury de professionnels et pour l'autre moitié du télévote du public estonien. Chacun des deux ensembles attribue 10 points à sa chanson favorite, 9 à la deuxième, etc. la dernière recevant donc 1 point. 
Lors de la finale, les dix artistes encore en lice interprètent leur chanson. S'ensuit un premier tour de vote, suivant un système identique au vote des demi-finales, au terme duquel les trois premiers se qualifient pour la superfinale. Cette dernière consiste en un dernier tour de vote : les téléspectateurs seuls désignent le gagnant de l'émission. 

### Chansons
Les vingt chansons participantes sont résumées dans le tableau ci-dessous.
| Artiste                           | Chanson              |
| --------------------------------- | -------------------- |
| Daniel Levi                       | Burning lights       |
| The Blurry Lane                   | Exceptional          |
| Elina Born & Stig Rästa           | Goodbye to Yesterday |
| Liis Lemsalu & Egert Milder       | Hold on              |
| Kali Briis Band                   | Idiot                |
| NimmerSchmidt                     | Kellega ma tutvusin  |
| Miina                             | Kohvitassi lugu'     |
| Mari                              | Kolm päeva tagasi    |
| Bluestocking                      | Kordumatu            |
| Demie feat. Janice                | Kuum                 |
| Wilhelm                           | Light up your mind   |
| Luisa Värk                        | Minu päike           |
| Karl-Erik Taukar                  | Päev korraga         |
| Airi Vipulkumar Kansar            | Saatuse laul         |
| Elisa Kolk                        | Superlove            |
| Triin Niitoja & John4             | This is our choice   |
| Kruuv                             | Tiiu talu tütreke    |
| Robin Juhkental & The Big Bangers | Troubles             |
| Elephants From Neptune            | Unriddle me          |
| Maia Vahtramäe                    | Üle vesihalli taeva  |

### Demi-finales

#### Première demi-finale
| Ordre | Artiste                           | Chanson             | Jury | Televote | Televote | Total | Place |
| Ordre | Artiste                           | Chanson             | Jury | Voix     | Points   | Total | Place |
| ----- | --------------------------------- | ------------------- | ---- | -------- | -------- | ----- | ----- |
| 1     | Karl-Erik Taukar                  | Päev korraga        | 6    | 1522     | 6        | 12    | 6     |
| 2     | Miina                             | Kohvitassi lugu     | 3    | 719      | 1        | 4     | 10    |
| 3     | The Blurry Lane                   | "Exceptional        | 4    | 2657     | 9        | 13    | 3     |
| 4     | Liis Lemsalu & Egert Milder       | Hold On             | 7    | 1115     | 2        | 9     | 7     |
| 5     | Airi Vipulkumar Kansar            | Saatuse laul        | 2    | 1186     | 3        | 5     | 9     |
| 6     | Maia Vahtramäe                    | Üle vesihalli taeva | 5    | 2444     | 8        | 13    | 4     |
| 7     | Robin Juhkental & The Big Bangers | Troubles            | 8    | 1377     | 5        | 13    | 5     |
| 8     | Elephants From Neptune            | Unriddle Me         | 10   | 1207     | 4        | 14    | 2     |
| 9     | Elisa Kolk                        | Superlove           | 9    | 4263     | 10       | 19    | 1     |
| 10    | Bluestocking                      | Kordumatu           | 1    | 2017     | 7        | 8     | 8     |

#### Deuxième demi-finale
| Ordre | Artiste                 | Chanson              | Jury | Televote | Televote | Total | Place |
| Ordre | Artiste                 | Chanson              | Jury | Voix     | Points   | Total | Place |
| ----- | ----------------------- | -------------------- | ---- | -------- | -------- | ----- | ----- |
| 1     | Wilhelm                 | Light Up Your Mind   | 8    | 766      | 1        | 9     | 8     |
| 2     | Kruuv                   | Tiiu talu tütreke    | 2    | 1601     | 7        | 9     | 6     |
| 3     | Demie feat. Janice      | Kuum                 | 3    | 851      | 2        | 5     | 10    |
| 4     | NimmerSchmidt           | Kellega ma tutvusin? | 6    | 980      | 3        | 9     | 7     |
| 5     | Elina Born & Stig Rästa | Goodbye to Yesterday | 10   | 23966    | 10       | 20    | 1     |
| 6     | Daniel Levi             | Burning Lights       | 7    | 3524     | 9        | 16    | 2     |
| 7     | Triin Niitoja & John4   | This is Our Choice   | 5    | 2240     | 8        | 13    | 3     |
| 8     | Kali Briis Band         | Idiot                | 9    | 1174     | 4        | 13    | 4     |
| 9     | Luisa Värk              | Minu päike           | 4    | 1572     | 6        | 10    | 5     |
| 10    | Mari                    | Kolm päeva tagasi    | 1    | 1420     | 5        | 6     | 9     |

### Finale
| Ordre | Artiste                           | Chanson              | Jury | Televote | Televote | Total | Place |
| Ordre | Artiste                           | Chanson              | Jury | Voix     | Points   | Total | Place |
| ----- | --------------------------------- | -------------------- | ---- | -------- | -------- | ----- | ----- |
| 1     | Luisa Värk                        | Minu päike           | 2    | 1499     | 1        | 3     | 10    |
| 2     | Maia Vahtramäe                    | Üle vesihalli taeva  | 3    | 1699     | 2        | 5     | 9     |
| 3     | Elina Born & Stig Rästa           | Goodbye to Yesterday | 10   | 44974    | 10       | 20    | 1     |
| 4     | Kali Briis Band                   | Idiot                | 4    | 2217     | 5        | 9     | 7     |
| 5     | Robin Juhkental & The Big Bangers | Troubles             | 7    | 1791     | 3        | 10    | 6     |
| 6     | Daniel Levi                       | Burning Lights       | 8    | 7369     | 9        | 17    | 2     |
| 7     | Elisa Kolk                        | Superlove            | 6    | 5951     | 8        | 14    | 3     |
| 8     | The Blurry Lane                   | Exceptional          | 1    | 4360     | 6        | 7     | 8     |
| 9     | Elephants From Neptune            | Unriddle Me          | 9    | 2211     | 4        | 13    | 4     |
| 10    | Triin Niitoja & John4             | This is Our Choice   | 5    | 4736     | 7        | 12    | 5     |

| Artiste                 | Chanson              | Télévote    | Place |
| ----------------------- | -------------------- | ----------- | ----- |
| Elina Born & Stig Rästa | Goodbye to Yesterday | 71429 (79%) | 1     |
| Daniel Levi             | Burning Lights       | 11754 (13%) | 2     |
| Elisa Kolk              | Superlove            | 7234 (8 %)  | 3     |

## À l'Eurovision

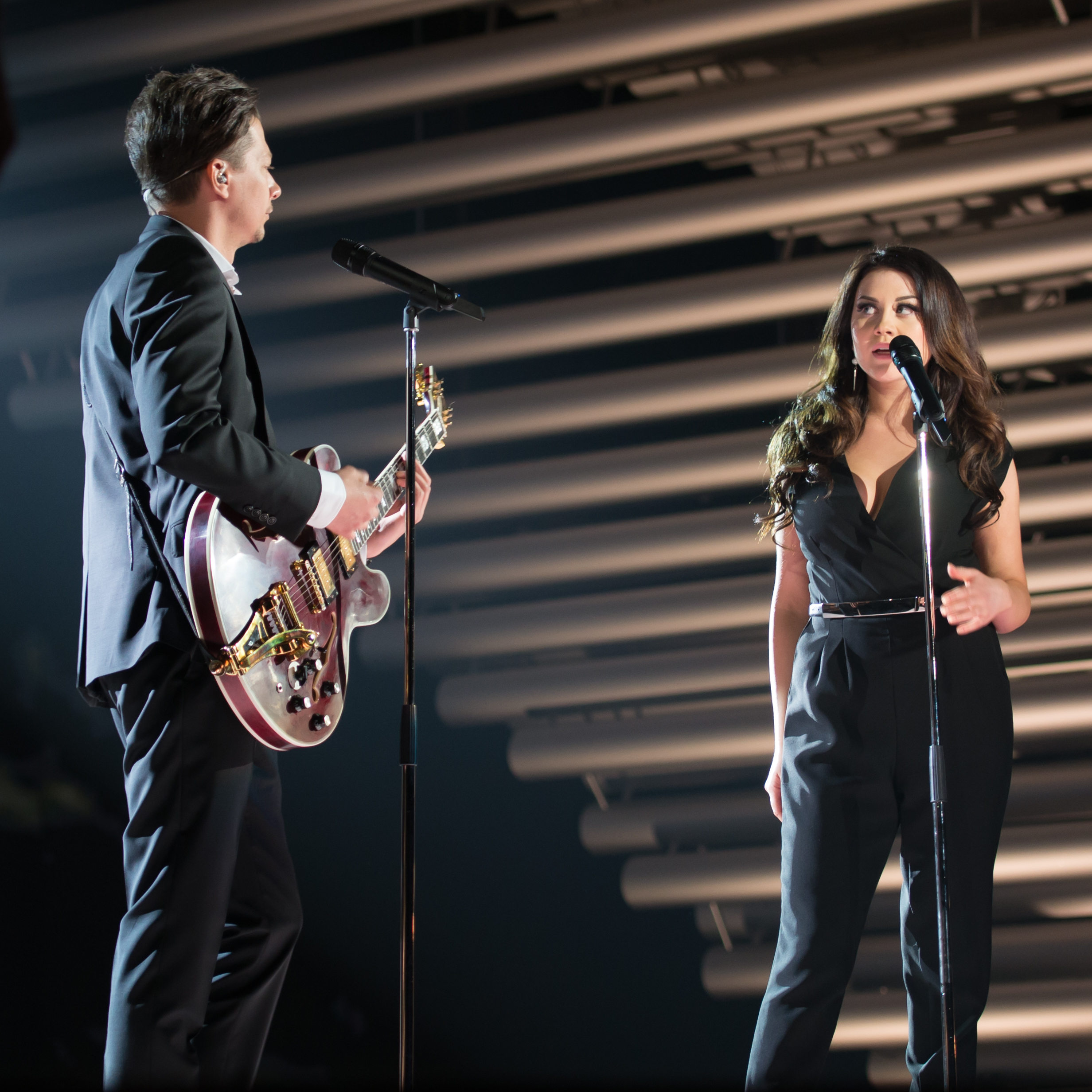
Elina Born & Stig Rästa

L'Estonie participe à la première demi-finale, le 19 mai 2015, où elle se classe 3e avec 105 points, lui permettant de se qualifier pour la finale. Lors de celle-ci, le pays termine à la 7e place avec 106 points.